# Alfabet de xat àrab
L'alfabet de xat àrab s'utilitza per comunicar-se en llengua àrab a través d'Internet o per enviar missatges curts mitjançant telèfons mòbils en els casos en què l'alfabet àrab real no està disponible per raons tècniques. Bàsicament és una codificació de l'àrab fent servir l'alfabet llatí. Els usuaris d'aquest alfabet han desenvolupat algunes notacions especials per a la transliteració d'algunes lletres que no existeixen a l'alfabet llatí.

## Història
Durant les últimes dècades i especialment des dels anys 90, les tecnologies de comunicació per text inventades a Occident han incrementat molt la seva presència al món àrab: ordinadors personals, el Web, el correu electrònic, els BBS, l'IRC, la missatgeria instantània i els missatges curts dels telèfons mòbils. La majoria d'aquestes tecnologies originalment només es podien utilitzar amb l'alfabet llatí, i alguna d'elles encara no té l'alfabet àrab com a característica opcional. En conseqüència, els usuaris de llengua àrab es comunicaven amb aquestes tecnologies amb una transliteració del text àrab a l'anglès, utilitzant l'alfabet llatí. Per fer servir les lletres àrabs que no tenen un equivalent fonètic aproximat en l'alfabet llatí, s'utilitzen els números i altres caràcters. Per exemple, el número "3" s'utilitza per representar la lletra àrab "ع" ("ayn").
No hi ha cap nom universal per aquest tipus de transliteració, ja que és relativament recent i només s'utilitza en ambients informals. Algunes persones l'han batejat com l'alfabet de xat àrab perquè s'usava principalment per comunicar-se en serveis de xat en línia. Altres opten per "Aralish" o "Arabish" (on "Ara"/"Arab" són les primeres lletres d'"Arabic" i "lish"/"ish" són les últimes lletres d'"English"). Però el terme que s'utilitza més sovint per aquest tipus de transliteració en àrab estàndard modern és عربية الدردشة, literalment "àrab de xat". Alguns l'anomenen també Franco-Arab. Un dels primers llocs on es va utilitzar va ser Egipte.

## Ús
Les comunicacions en línia, com l'IRC, els sistemes de taulers d'anuncis i els blogs, sovint corren sobre sistemes o sobre protocols que no suporten pàgines de codis o conjunts de caràcters alternatius. Aquest sistema ha guanyat un ús comú i fins i tot s'utilitza en noms de domini com Qal3ah.
Els joves del món àrab l'utilitzen molt sovint en ambients molt informals, per exemple per comunicar-se amb amics o altres joves. L'alfabet àrab de xat mai s'utilitza en ambients formals i molt rarament en comunicacions llargues. La longitud de qualsevol comunicació en aquest alfabet, no excedeix més d'unes poques frases alhora.
Encara que la llengua àrab està ben integrada a Windows XP i Mac OS X, la gent utilitza l'alfabet de xat en fòrums àrabs i en programes de missatgeria instantània com Windows Live Messenger i Yahoo! Messenger perquè no sempre permeten l'ús de teclats àrabs. A més a més, algunes persones no saben utilitzar el teclat àrab, ja que és molt més complicat que el teclat anglès.

## Taula comparativa
| Sola | Inicial             | Entremig            | Final               | Alfabet de xat àrab | Valor fonètic (AFI)      |
| ---- | ------------------- | ------------------- | ------------------- | ------------------- | ------------------------ |
| ﺀ    | أ ؤ إ ئ ٵ ٶ ٸ, etc. | أ ؤ إ ئ ٵ ٶ ٸ, etc. | أ ؤ إ ئ ٵ ٶ ٸ, etc. | 2                   | [ʔ]                      |
| ﺍ    | —                   | —                   | ﺎ                   | a                   | diversos, incloent [aː]  |
| ﺏ    | ﺑ                   | ﺒ                   | ﺐ                   | b                   | [b]                      |
| ﺕ    | ﺗ                   | ﺘ                   | ﺖ                   | t                   | [t]                      |
| ﺙ    | ﺛ                   | ﺜ                   | ﺚ                   | s / th              | [θ]                      |
| ﺝ    | ﺟ                   | ﺠ                   | ﺞ                   | g / j               | [ʤ] / [ɡ]                |
| ﺡ    | ﺣ                   | ﺤ                   | ﺢ                   | 7                   | [ħ]                      |
| ﺥ    | ﺧ                   | ﺨ                   | ﺦ                   | 5 / 7' / kh         | [x]                      |
| ﺩ    | —                   | —                   | ﺪ                   | d                   | [d]                      |
| ﺫ    | —                   | —                   | ﺬ                   | z / th              | [ð]                      |
| ﺭ    | —                   | —                   | ﺮ                   | r                   | [r]                      |
| ﺯ    | —                   | —                   | ﺰ                   | z                   | [z]                      |
| ﺱ    | ﺳ                   | ﺴ                   | ﺲ                   | s                   | [s]                      |
| ﺵ    | ﺷ                   | ﺸ                   | ﺶ                   | sh                  | [ʃ]                      |
| ﺹ    | ﺻ                   | ﺼ                   | ﺺ                   | S / 9               | [sˁ]                     |
| ﺽ    | ﺿ                   | ﻀ                   | ﺾ                   | D / 9'              | [dˁ]                     |
| ﻁ    | ﻃ                   | ﻄ                   | ﻂ                   | TH / 6              | [tˁ]                     |
| ﻅ    | ﻇ                   | ﻈ                   | ﻆ                   | Z / TH / 6'         | [ðˁ] / [zˁ]              |
| ﻉ    | ﻋ                   | ﻌ                   | ﻊ                   | 3                   | [ʕ] / [ʔˁ]               |
| ﻍ    | ﻏ                   | ﻐ                   | ﻎ                   | gh / 3'             | [ɣ] / [ʁ]                |
| ﻑ    | ﻓ                   | ﻔ                   | ﻒ                   | f / ph              | [f]                      |
| ﻕ    | ﻗ                   | ﻘ                   | ﻖ                   | q / 8               | [q]                      |
| ﻙ    | ﻛ                   | ﻜ                   | ﻚ                   | k                   | [k]                      |
| ﻝ    | ﻟ                   | ﻠ                   | ﻞ                   | l                   | [l], [lˁ] (només en Alà) |
| ﻡ    | ﻣ                   | ﻤ                   | ﻢ                   | m                   | [m]                      |
| ﻥ    | ﻧ                   | ﻨ                   | ﻦ                   | n                   | [n]                      |
| ﻩ    | ﻫ                   | ﻬ                   | ﻪ                   | h                   | [h]                      |
| ﻭ    | —                   | —                   | ﻮ                   | w                   | [w], [uː]                |
| ﻱ    | ﻳ                   | ﻴ                   | ﻲ                   | i / y               | [j], [iː]                |